# Kim Staal
Kim Staal (Herlev, 10 marzo 1978) è un hockeista su ghiaccio danese.

## Carriera
Nel corso della sua carriera ha indossato, tra le altre, le maglie di Malmö IF (1996-2001), Modo Hockey (2001-2003), MIF Redhawks (2003/04), Malmö Redhawks (2004/05), Milwaukee Admirals (2006-07), Linköpings HC (2007/08) e HV71 (2008/09).
Con la nazionale danese ha preso parte a diverse edizioni dei campionati mondiali a partire da quella del 2003.